# Infurcitinea incertula
Infurcitinea incertula is een vlinder uit de familie van de Meessiidae. De wetenschappelijke naam van deze soort is voor het eerst voorgesteld als Omichlospora incertula door Edward Meyrick in een publicatie uit 1928.
De soort komt voor in Marokko.